# António Rodrigues (cineasta)
António Rodrigues (Lisboa, 23 de Fevereiro de 1983) é um actor e argumentista português. É também escritor, dramaturgo, realizador, produtor e músico.

## Biografia
Apologista e seguidor do autodidactismo, António Rodrigues iniciou o seu percurso como argumentista aos 17 anos de idade, ao ser informalmente contratado para reescrever o guião de uma longa-metragem cuja produção nunca chegou a ser concluída. O insucesso desta, porém, não desmotivou o jovem autor. Muito pelo contrário, movido pela descoberta da sua nova paixão, a escrita para cinema, explora este novo campo e, seis anos mais tarde, em 2006, é formalmente contratado para se estrear como argumentista de televisão, na série O Último Tesouro (2008).
A sua carreira de actor teve início por volta da mesma altura, no ano 2000, e desde então teve a oportunidade de estudar vários campos da arte com professores como Paulo Diegues (Expressão Dramática), Marcia Haufrecht (Método), Bóris (Dança Afro-contemporânea), Peter Michael Dietz (Movimento para performance), John Frey (Acting in the moment), entre outros.
Colabora frequentemente com o film composer Bruno Bizarro, amigo de longa data com o qual mantém um forte laço profissional.

## Cinema

### Actor
1. “Los Bentos"  (2012), teledisco, curta-metragem .... Bento
2. “The Conductor" (2010), curta-metragem .... Vincent Bates (pós-produção)
3. “HeArts of Vengeance" (2010), curta-metragem .... Frank Manzini (pós-produção)
4. "The Guardian" (2010), curta-metragem .... Bad Guy #1 (pós-produção)
5. "Leaving Las Vegas" recriação de cena (2010), curta-metragem New York Film Academy .... Ben
6. "Alegria y Esperanza" (2010), curta-metragem .... Alejandro / Fernando
7. "Late Night Visitor" (2010), curta-metragem .... Morte (pós-produção)
8. “Nemesis" (2010), web show.... Alexis
9. “A Walk In The Park" (2010), curta-metragem .... Homem a dançar no parque / Homem na loja
10. "Party Down" recriação de cena (2010), curta-metragem New York Film Academy .... Steve
11. “Musashi Fight" (2010), curta-metragem .... Rick
12. “Magic Elevators" (2010), curta-metragem .... Maître d'
13. “Humilhados e Ofendidos" (2010), curta-metragem .... Rui (pós-produção)
14. “Dança do Desprazer” (2010), teledisco, curta-metragem .... Awkward
15. “Shell” (2008), curta-metragem .... Bêbado na casa-de-banho (pós-produção)
16. “Vassago” (2006), curta-metragem .... Padre
17. “Eco” (2006), curta-metragem .... Paciente
18. “Sorrir de Novo” (2005) .... Executivo
19. “O Rosto da Traição” (2000) .... Fausto *

### Realizador
1. "Los Bentos" (2011).... teledisco, curta-metragem
2. "Dança do Desprazer" (2010).... teledisco, curta-metragem
3. “Shell” (2008) …. curta-metragem (pós-produção)
4. “Eco” (2006) …. curta-metragem
5. “Quimera” (2001) .... longa-metragem *
6. “O Rosto da Traição” (2000) .... longa-metragem *

### Argumentista
1. "Dança do Desprazer" (2010) .... teledisco, curta-metragem
2. “Metropolite” (título provisório) (2008) …. curta-metragem (anunciado)
3. “Shell” (2008) …. Argumento original (pós-produção)
4. “Eco” (2006) …. Argumento original
5. “Quimera” (2001) .... Argumento original *
6. “O Rosto da Traição” (2000) .... Argumento adaptado *

### Produtor
1. "Los Bentos" (2012) .... Produtor
2. "Dança do Desprazer" (2010) .... Produtor
3. “Shell” (2008) …. Produtor (pós-produção)
4. “Eco” (2006) …. Produtor
5. “Quimera” (2001) …. Produtor *

### Equipa técnica e artística
1. "Dança do Desprazer" (2010) .... Director de casting
2. “Shell” (2008) .... Director de casting (pós-produção)
3. “Birth Control” (2007) …. Assistente de realização
4. “Vassago” (2006) …. Assistente de realização
5. “Eco” (2006) .... Director de casting
6. “Quimera” (2001) .... Director de casting *
7. “O Rosto da Traição” (2000) .... Director de Casting

## Teatro

### Actor
1. “Esta Noite Improvisa-se” (2009) …. Várias personagens
Escrita por Luigi Pirandello, encenação de Jorge Silva Melo (Artistas Unidos), Teatro Nacional D. Maria II, Lisboa
2. “Feliz Aniversário” (2008) …. McCann
A partir da obra de Harold Pinter, encenação de Karas (Ninho de Víboras), Teatro Extremo (Almada)
3. “Escamas” (2007) …. Barão
Encenação de Karas (Ninho de Víboras), Casa Municipal da Juventude de Cacilhas “Ponto de Encontro” (Almada)
4. “Dois Senhores – Uma peça em dois dias” (2007) …. Senhor D / Senhor Varredor / 1º Auxiliar
A partir das obras de Gonçalo M. Tavares, encenação de Sandro William Junqueira (A Gaveta), Teatro da Trindade (Lisboa), Cinemas de Portimão (Algarve)
5. “Zeca Afonso: Alma (da) Utopia” (2007) …. Capanga
A partir das obras de José Afonso, encenação de Karas, Fórum Romeu Correia (Almada)
6. “Mystério!” (2006) …. Dom Mystério
Encenação de Karas (Ninho de Víboras), auditório Carlos Paredes (Benfica)
7. “A Pista” (2005) …. Dr. Grey
Encenação de Óscar Romero, Lisboa - Porto
8. “Pupa” (2005) …. Uma Das Três Criaturas
Encenação de Paulo Diegues (Ninho de Víboras), Casa Municipal da Juventude de Cacilhas “Ponto de Encontro” (Almada)
9. “Pupa” (2004) …. Uma Das Três Criaturas
Encenação de Paulo Diegues (Ninho de Víboras), Teatro Taborda (Lisboa)
10. “Ode à Loucura” (2003) …. Louco no Asilo
Encenação de Alfredo Costa e António Rodrigues, Casa Municipal da Juventude de Cacilhas “Ponto de Encontro” (Almada)
11. “Universos e Frigoríficos” (2001) …. O Músico
A partir da obra de Jacinto Lucas Pires, encenação de Paulo Diegues, auditório Romeu Correia (Almada)
12. “O Sorriso” (2001) …. O Palhaço Trágico
Encenação de António Rodrigues, auditório Romeu Correia (Almada)
13. “O Naufrágio” (2000) …. O Capitão
Encenação de Paulo Diegues, Escola Secundária Anselmo de Andrade (Almada)

### Dramaturgo
1. “Zeca Afonso: Alma (da) Utopia” (2007) …. Dramatização dos textos de Zeca Afonso
A partir das obras de José Afonso, encenação de Karas, Fórum Romeu Correia (Almada)
2. “Ode à Loucura” (2003) …. Dramaturgia do segmento “Asilo”
Encenação de Alfredo Costa e António Rodrigues, Casa Municipal da Juventude de Cacilhas “Ponto de Encontro” (Almada)
3. “O Sorriso” (2001) …. Dramaturgia
Encenação de António Rodrigues, auditório Romeu Correia (Almada)

### Encenador
1. “Ode à Loucura” (2003) …. Co-encenação com Alfredo Costa
Casa Municipal da Juventude de Cacilhas “Ponto de Encontro” (Almada)
2. “O Sorriso” (2001) …. Encenação
Auditório Romeu Correia (Almada)

### Produtor
1. “Feliz Aniversário” (2007 a 2008) …. Produtor executivo
A partir da obra de Harold Pinter, encenação de Karas (Ninho de Víboras), Teatro da Comuna (Lisboa); Teatro Municipal de Almada
2. “Zeca Afonso: Alma (da) Utopia” (2007) …. Produtor executivo
A partir das obras de José Afonso, encenação de Karas, Fórum Romeu Correia (Almada)
3. “Ode à Loucura” (2003) …. Produtor executivo
Encenação de Alfredo Costa e António Rodrigues, Casa Municipal da Juventude de Cacilhas “Ponto de Encontro” (Almada)

### Equipa técnica e artística
1. “Zeca Afonso: Alma (da) Utopia” (2007) .... Director de casting
2. “Dois Senhores – Uma peça em dois dias” (2007) …. Assistente de produção
A partir das obras de Gonçalo M. Tavares, encenação de Sandro William Junqueira (A Gaveta), Teatro da Trindade (Lisboa), Cinemas de Portimão (Algarve)

## Televisão

### Actor
1. “Olhos nos Olhos” (2008) .... Inspector PJ
1.ª temporada, Episódio 1, telenovela, TVI
2. “A Outra” (2008) .... GNR 3, interrogatório
1.ª temporada, Episódio 133, telenovela, TVI
3. “Feitiço de Amor” (2008) .... Rapaz nas fotografias
1.ª temporada, Episódio 10, telenovela, TVI
4. “Morangos com Açúcar” (2007) …. Polícia
5.ª temporada, Episódio 108, telenovela, TVI
5. “Deixa-me Amar” (2007) …. Paquete
1.ª temporada, Episódio 68, telenovela, TVI

### Argumentista
1. “O Último Tesouro” (2007) …. Argumentista (pós-produção)
Série de televisão, Film Connection, RTP1 (2008)

### Equipa técnica e artística
1. “O Último Tesouro” …. Director de casting (1 episódio, não creditado) (pós-produção)
Série de televisão, Film Connection, RTP1 (2008)

## Rádio

### Animador
1. “Rádio Amplitude” (2010), Programa "7º SOM", noites de Sábado das 01:00 às 03:00 (GMT) .... Animador
2. “Rádio 351” (2008), Programa "Manhãs 351", das 10:00 às 13:00 (GMT) .... Animador

## Música

### Baterista/Percussionista
1. “Boden Takeo” (2006) …. Percussão
Grunge/Acústico, Concerto: Casa Municipal da Juventude de Cacilhas “Ponto de Encontro”, Almada
2. “Placid Jar” (2003 a 2004) …. Bateria e percussão
Grunge/Rock, Concerto: Festival de Corroios (2004), Seixal
3. “SevenEleven” (2001 a 2002) …. Bateria e percussão
Punk Rock

### Letrista
1. “Dança do Centro”, Joana Melo (2011) …. Fado, © 2011 JBJ & Viceversa
2. “Projecto Pop Rock/Funk” (2008) …. (em projecto)
3. “Placid Jar” (2003 a 2004) …. Grunge/Rock
4. “SevenEleven” (2001 a 2002) …. Punk Rock

### Vocalista
1. “Projecto António Rodrigues e Pedro Santos” (2005 a 2008) …. Voz
Grunge/Rock/Alternativo